# Музей современного искусства (Женева)
Музей современного искусства (фр. Musée d’art moderne et contemporain, MAMCO; нем. Museum für moderne und zeitgenössische Kunst) — художественный музей в швейцарском городе Женева, основанный в 1973 году по инициативе ассоциации «Association pour un Musée d’Art Moderne» (AMAN); с 1994 года располагается в собственном здании в женевском районе Plainpalais — в здании бывшей фабрики научных инструментов; музей и его коллекция занесены в Швейцарский список культурных ценностей национального (федерального) значения.

## История и описание

### Здание
С 1973 года местная «Ассоциация музеев современного искусства» (Association pour un Musée d’Art Moderne, AMAN) стремилась основать музей современного искусства в городе Женева. В итоге, только 22 сентября 1994 года музей был открыт в своем нынешнем месте; его первым директором стал Кристиан Бернард (род. 1950), которого на рубеже 2015 и 2016 годов на данном посту сменил Лайонел Бовье (род. 1970). AMAN открыла и ассоциацию «Association des amis du MAMCO» (ассоциацию друзей MAMCO), которая сегодня насчитывает около 1000 членов. С 1 января 2005 года музеем управляет общественный фонд «FONDAMCO», принадлежащий музейному фонду города и кантона Женева.
Музей MAMCO расположен в помещениях бывшей женевской фабрики «Société genevoise d’instruments de physique» (SIP), производившей научные инструменты — комплекс зданий получил название «Bâtiment d’art contemporain» (Bac). Здесь также находится художественная галерея Центр современного искусства (CAC), которая с 2010 года ассоциирована с Центром современного фотоискусства (Centre pour l’Image Contemporaine, CIC).
Здание, в котором сегодня находится MAMCO, было площадкой SIP — компании, основанной в 1862 году Огюстом де ла Ривом (Auguste de la Rive) и Марком Тури (Marc Thury). Благодаря разработке в 1921 году сверлильно-расточного станка, который позволил производить станки и оборудование с точностью до тысячной доли миллиметра, SIP внесла заметный вклад с серийное механическое производство научного оборудования — в определённый момент компания занимала заметное место на мировом рынке машиностроения. Из-за экономических проблем, в 1983 году SIP продала здание фабрики, которое заинтересовало художников и ценителей искусство. В результате, в 1987 году, власти города Женева приобрели части данного недвижимого имущества, чтобы создать пространство для выставок в центре города. Архитектурно, здание не претерпело значительных изменений — не только по финансовым причинам, но и потому, что Бернард хотел максимально сохранить оригинальное промышленное пространство.
В рамках идеи «десакрализации» искусства и пространства, на котором оно представлено, в 1994 году — ещё за три месяца до официального открытия MAMCO — в его помещении была организована временная выставка «Le Musée est dans l’Escalier». В качестве выставочного пространства использовался даже лестничный проход.

### Коллекция
За последние 20 лет в MAMCO было проведено более шести сотен выставок. Музей имеет и постоянную коллекцию — она состоит из 2000 произведений современного и актуального искусства, которые представлены на четырех этажах с общей выставочной площадью в 3500 м². Первый этаж посвящён искусству 1990-х и 2000-х годов; второй отдан под работы, созданные в 1980-х и 1990-х годах; на третий уровень вынесены произведения середины XX века (искусство 1960-х и 1970-х); четвёртый этаж предназначен для специальных временных выставок, которые проводятся приблизительно каждые четыре месяца. В числе прочих, в музее есть работы Сиа Армаджани («Dictionary for Building», 1974—1975) и Мартина Киппенбергера (Moma’s Project avec des œuvres de Lukas Baumewerd, Hubert Kiecol, Christopher Wool, Michael Krebber, Ulrich Strothjohann). Отдельно выставлена квартира («L’Appartement»), в которой в 1975—1991 годах жил и работал искусствовед Гислен Молле-Вьевиль (Ghislain Mollet-Viéville, род. 1945).
Бернард предложил не следовать ни хронологическому, ни персональному подходу при организации выставок. За 20 лет своего руководства, он разработал руководящие принципы, которые музей пытается сохранить и сегодня: в частности, Бернард хотел создать более тесную связь между музейными работами и посетителями; он также хотел подчеркнуть и связь между самими работами. В его представлении, музей скорее является домом (интимным местом), нежели общественным местом.
С момента своего основания MAMCO опубликовал целую серию печатных работ по современному искусству, пытаясь внести свой вклад в исследование данного явления. Музей поддерживает как проекты отдельных художников, так и работы по истории и теоретическим аспектам современного искусства. Музей MAMCO и его коллекция современного искусства занесены в Швейцарский инвентарь культурных ценностей национального значения (высшая категория «А»).